# Электронный усилитель
Электро́нный усили́тель — устройство, способное усиливать электрическую мощность сигнала с малыми искажениями его формы, то есть имеющие коэффициент усиления по мощности больше 1. Устройства, усиливающие только ток или напряжение (например, трансформаторы) усилителями не являются. Принцип работы электронного усилителя основан на изменении активного или реактивного сопротивления электрической проводимости применённых в усилителе в активных электронных приборах в газах, вакууме и полупроводниках под воздействием сигнала малой мощности. Энергия, необходимая для усиления мощности, отбирается усилителем от источника его питания, обычно в качестве источника питания используются источники постоянного тока.
Электронный усилитель может представлять собой как самостоятельное устройство, так и блок (функциональный узел) в составе какой-либо аппаратуры — радиоприёмника, магнитофона, измерительного прибора и т. д.

## История
- В 1906 году — Ли де Форест изобрёл трёхэлектродную электровакуумную лампу — триод, первый активный прибор, пригодный для усиления аналогового сигнала[5][6][7], в 1912 году с использованием триодов были созданы первые электронные усилители[8].
- 1932 год — Гарри Найквист сформулировал условия устойчивости (способности работать без самовозбуждения) усилителей, охваченных отрицательной обратной связью.
- 1942 год — в США построен первый операционный усилитель — усилитель постоянного тока с симметричным (дифференциальным) входом и значительным собственным коэффициентом усиления (более 1000) как самостоятельное изделие. Основное назначение таких усилителей — использование в аналоговых вычислительных устройствах для выполнения математических операций над аналоговыми электрическими сигналами. Отсюда произошло его первоначальное название — решающий усилитель.

## Устройство и принцип действия

### Структура усилителя
Усилитель представляет собой в общем случае несколько последовательно включённых каскадов усиления (бывают и однокаскадные усилители), соединённых между собой прямыми связями, причём выход предыдущего каскада подключён ко входу последующего каскада, за исключением первого каскада, вход которого подключён к источнику сигнала и последнего каскада, выход которого подключён к нагрузке.
В большинстве усилителей, кроме простейших, применяются обратные связи (межкаскадные и внутрикаскадные). Отрицательные обратные связи позволяют улучшить стабильность работы усилителя и уменьшить частотные и нелинейные искажения сигнала. В некоторых случаях в обратные связи включают термозависимые элементы (термисторы, позисторы) для температурной стабилизации усилителя или частотнозависимые элементы для выравнивания частотной характеристики.
Некоторые усилители (обычно усилители высокой частоты (УВЧ) радиоприёмных) оснащены системами автоматической регулировки усиления (АРУ) или автоматической регулировки мощности (АРМ), эти системы являются специфическим видом отрицательной обратной связи. Эти системы позволяют поддерживать приблизительно постоянный средний уровень выходного сигнала при глубоких изменениях уровня входного сигнала.
Между каскадами усилителя, а также в его входных и выходных цепях, могут включаться аттенюаторы или потенциометры — для регулировки усиления, фильтры — для формирования заданной частотной характеристики и различные функциональные устройства — нелинейные и др.
Как и в любом активном устройстве, в усилителе также присутствует источник первичного или вторичного электропитания (если усилитель представляет собой самостоятельное устройство) или цепи, через которые питающие напряжения подаются с отдельного блока питания.

#### Каскады усиления
Каскад усиления — ступень усилителя, содержащая один или несколько усилительных элементов, цепи нагрузки и связи с предыдущими или последующими ступенями.
В качестве усилительных электронных приборов обычно используются электронные лампы или транзисторы (биполярные, полевые), а в некоторых случаях могут применяться и двухполюсники имеющие на вольтамперной характеристике участки отрицательного дифференциального сопротивления, например, туннельные диоды и др. Полупроводниковые усилительные приборы (а иногда и вакуумные) могут быть не только дискретными (отдельными) электронными компонентами, но входить в состав интегральных микросхем, часто в одной микросхеме выполняется функционально законченный усилитель.
В зависимости от способа включения усилительного элемента различаются каскады с общей базой, общим эмиттером, общим коллектором (эмиттерный повторитель) (у биполярного транзистора), с общим затвором, общим истоком, общим стоком (истоковый повторитель) (у полевого транзистора) и с общей сеткой, общим катодом, общим анодом (у ламп)
- Каскад с общим эмиттером (истоком, катодом) — наиболее распространённый способ включения, позволяет усиливать сигнал по току и напряжению одновременно, сдвигает фазу входного сигнала низких частот на 180°, то есть является инвертирующим.
- Каскад с общей базой (затвором, сеткой) — усиливает только по напряжению, применяется редко, является наиболее высокочастотным, фазу не сдвигает.
- Каскад с общим коллектором (стоком, анодом) — называется также повторителем (эмиттерным, истоковым, катодным), усиливает ток, оставляя напряжение сигнала немного меньше входного. Применяется в качестве буферного усилителя. Важными свойствами повторителя являются его высокое входное и низкое выходное сопротивления, фазу не сдвигает.
- Каскад с распределенной нагрузкой[источник не указан 663 дня] — каскад, занимающий промежуточное положение между схемой включения с общим эмиттером и общим коллектором. Как вариант каскада с распределенной нагрузкой, выходной каскад усилителя мощности «двухподвес»[что?]. Важными свойствами являются задаваемый элементами схемы фиксированный коэффициент усиления по напряжению и низкие нелинейные искажения. Выходной сигнал дифференциальный.
- Каскодный усилитель — усилитель, содержащий два активных элемента, первый из которых включен по схеме с общим эмиттером (истоком, катодом), а второй — по схеме с общей базой (затвором, сеткой). Каскодный усилитель обладает повышенной стабильностью работы и малой входной и проходной ёмкостью. Название усилителя произошло от словосочетания «КАСКад через катОД» (англ. CASCade to cathODE)[9].

Каскады усиления могут быть однотактными и двухтактными.
- Однотактный усилитель — усилитель, в котором входной сигнал поступает во входную цепь одного усилительного элемента или одной группы элементов, соединённых параллельно.
- Двухтактный усилитель — усилитель, в котором входной сигнал поступает одновременно во входные цепи двух усилительных элементов или двух групп усилительных элементов, соединённых параллельно, со сдвигом по фазе на 180°.

### Режимы (классы) мощных усилительных каскадов
Особенности выбора режима мощных каскадов связаны с задачами повышения экономичности питания и уменьшения нелинейных искажений.
В зависимости от способа размещения начальной рабочей точки усилительного прибора на статических и динамических характеристиках различают следующие режимы усиления:
- Режим A
- Режим B
- Режим B, двухтактный каскад
- Режим C
- Углы отсечки полуволны сигнала в различных режимах

## Классификация

### Аналоговые усилители и цифровые усилители
- В аналоговых усилителях аналоговый входной сигнал без цифрового преобразования усиливается аналоговыми усилительными каскадами. Выходной аналоговый сигнал без цифрового преобразования подаётся на аналоговую нагрузку.
- В цифровых усилителях, после аналогового усиления входного аналогового сигнала аналоговыми усилительными каскадами до величины, достаточной для аналого-цифрового преобразования аналого-цифровым преобразователем (АЦП, ADC), происходит аналого-цифровое преобразование аналоговой величины (напряжения) в цифровую величину — число (код), соответствующий величине напряжения входного аналогового сигнала. Цифровая величина (число, код) либо непосредственно подаётся через буферные управляющие усилительные каскады на цифровое выходное исполнительное устройство, либо подаётся на мощный цифро-аналоговый преобразователь (ЦАП, DAC), мощный аналоговый выходной сигнал которого подаётся на аналоговое выходное исполнительное устройство.

### Виды усилителей по элементной базе
- Ламповый усилитель (англ. Valve amplifier) — усилитель, усилительными элементами которого служат электронные лампы.
- Полупроводниковый усилитель — усилитель, усилительными элементами которого служат полупроводниковые приборы (транзисторы, микросхемы и др.).
- Гибридный усилитель — усилитель, часть каскадов которого собрана на лампах, часть — на полупроводниках.
- Квантовый усилитель — устройство для усиления электромагнитных волн за счёт вынужденного излучения возбуждённых атомов, молекул или ионов.

### Виды усилителей по диапазону частот
- Усилитель постоянного тока (УПТ) — усилитель входных напряжений или токов, нижняя граничная частота которых равна нулю. Применяется в автоматике, измерительной и аналоговой вычислительной технике.
- Усилитель низкой частоты (УНЧ, усилитель звуковой частоты, УЗЧ) — усилитель, предназначенный для работы в области звукового диапазона частот (иногда также и нижней части ультразвукового диапазона, до 200 кГц). Используется преимущественно в технике звукозаписи, звуковоспроизведения, а также в автоматике, измерительной и аналоговой вычислительной технике.
- Усилитель высокой частоты (УВЧ, усилитель радиочастоты, УРЧ) — усилитель сигналов на частотах радиодиапазона. Применяется преимущественно в радиоприёмных и радиопередающих устройствах в радиосвязи, радио- и телевизионного вещания, радиолокации, радионавигации и радиоастрономии, а также в измерительной технике и автоматике
- Импульсный усилитель — усилитель, предназначенный для усиления импульсов тока или напряжения с минимальными искажениями их формы. Входной сигнал изменяется настолько быстро, что переходные процессы в усилителе являются определяющими для формы сигнала на выходе. Основной характеристикой является импульсная передаточная характеристика усилителя. Импульсные усилители имеют очень большую полосу пропускания: верхняя граничная частота нескольких сотен килогерц — нескольких мегагерц, нижняя граничная частота обычно от нуля герц, но иногда от нескольких десятков герц, в этом случае постоянная составляющая на выходе усилителя восстанавливается искусственно. Для точной передачи формы импульсов усилители должны иметь очень малые фазовые и динамические искажения. Поскольку, как правило, входное напряжение в таких усилителях снимается с широтно-импульсных модуляторов (ШИМ), выходная мощность которых составляет десятки милливатт, то они должны иметь очень большой коэффициент усиления по мощности. Применяются в импульсных устройствах радиолокации, радионавигации, автоматики и измерительной техники.

### Виды усилителей по полосе частот
- Широкополосный (апериодический) усилитель — усилитель, дающий одинаковое усиление в широком диапазоне частот
- Полосовой усилитель — усилитель, работающий при фиксированной средней частоте спектра сигнала и приблизительно одинаково усиливающий сигнал в заданной полосе частот
- Селективный усилитель — усилитель, у которого коэффициент усиления максимален в узком диапазоне частот и минимален за его пределами

### Виды усилителей по типу нагрузки
- с резистивной;
- с емкостной;
- с индуктивной;
- с резонансной;
- с выходным трансформатором;
- с активной нагрузкой[10].

### Специальные виды усилителей
- Дифференциальный усилитель — усилитель, выходной сигнал которого пропорционален разности двух входных сигналов, имеет два входа и, как правило, одиночный выход.
- Операционный усилитель — многокаскадный усилитель постоянного тока с большими коэффициентом усиления и входным сопротивлением, дифференциальным входом и несимметричным выходом с малым выходным сопротивлением, предназначенный для работы в устройствах с глубокой отрицательной обратной связью.
- Инструментальный усилитель — предназначен для задач, требующих прецизионного усиления с высокой точностью передачи сигнала.
- Масштабный усилитель — усилитель, изменяющий уровень аналогового сигнала в заданное число раз с высокой точностью.
- Логарифмический усилитель — усилитель, выходной сигнал которого приблизительно пропорционален логарифму входного сигнала.
- Квадратичный усилитель — усилитель, выходной сигнал которого приблизительно пропорционален квадрату входного сигнала.
- Интегрирующий усилитель — усилитель, сигнал на выходе которого пропорционален интегралу от входного сигнала.
- Инвертирующий усилитель — усилитель, изменяющий фазу гармонического сигнала на 180° или полярность импульсного сигнала на противоположную (инвертор).
- Парафазный или фазоинверсный усилитель или фазорасщепитель — усилитель, применяемый для формирования двух противофазных напряжений из одного входного сигнала.
- Малошумящий усилитель — усилитель, в котором приняты специальные меры для снижения уровня собственных шумов, способных вуалировать усиливаемый слабый сигнал.
- Изолирующий усилитель — усилитель, в котором входные и выходные цепи гальванически изолированы. Служит для защиты от высокого напряжения, которое может быть подано на входные цепи, и для защиты от помех, распространяющихся по цепям заземления.

### Некоторые функциональные виды усилителей
- Предварительный усилитель (предусилитель) — усилитель, предназначенный для усиления сигнала до величины, необходимой для нормальной работы оконечного усилителя.
- Оконечный усилитель (усилитель мощности) — усилитель, обеспечивающий при определённой внешней нагрузке усиление мощности электромагнитных колебаний до заданного значения.
- Усилитель промежуточный частоты (УПЧ) — узкополосный усилитель сигнала определённой частоты (455 кГц, 465 кГц, 4 МГц, 5,5 МГц, 6,5 МГц, 10,7 МГц и др.), поступающего с преобразователя частоты радиоприёмника.
- Резонансный усилитель — усилитель сигналов с узким спектром частот, лежащих в полосе пропускания резонансной цепи, являющейся его нагрузкой.
- Видеоусилитель — импульсный усилитель, предназначенный для усиления видеоимпульсов сложной формы (см. Видеосигнал), с широким спектром. Несмотря на название, применяется не только в видео- и телевизионной технике, но и в радиолокации, обработке сигналов с различных детекторов, модемах, и др. Принципиальная особенность такого усилителя — полоса усиливаемых частот простирается от высоких частот вплоть до 0 Гц (сигнал постоянного тока). Также широкополосный сигнал такого вида принято называть видеосигналом, даже если он не имеет никакого отношения к передаче или обработке изображения.
- Усилитель магнитной записи — усилитель, нагруженный на записывающую магнитную головку.
- Усилитель воспроизведения — малошумящий усилитель электрических сигналов, поступающих с воспроизводящей магнитной головки магнитофона, видеомагнитофона, флоппи-дисковода, жёсткого диска, либо с фотодиода в системах воспроизведения оптической сигналограммы (звукочитающая система кинопроектора, оптические диски). Обычно содержит цепи частотной коррекции для достижения максимально возможной линейности АЧХ тракта записи-воспроизведения в полосе воспроизводимых частот.
- Микрофонный усилитель — усилитель электрических сигналов звуковых частот, поступающих с микрофона, до значения, при котором их можно обрабатывать и регулировать. Профессиональные микрофонные усилители электродинамических микрофонов имеют дифференциальный вход (балансное подключение, разъёмы XLR) для снижения наводок и помех.
- Усилитель-корректор (корректирующий усилитель) — электронное устройство для изменения параметров видео- или аудиосигнала. Усилитель-корректор видеосигнала, например, даёт возможность регулировки насыщенности цвета, цветового тона, яркости, контрастности и разрешения, усилитель-корректор аудиосигнала предназначен для усиления и коррекции сигналов от звукоснимателя проигрывателя граммофонных пластинок (см. Фонокорректор), бывают и другие виды усилителей-корректоров.

### Усилители в качестве самостоятельных устройств
- Усилители звуковой частоты
  - Усилители звуковой частоты для систем проводного вещания.
  - Усилители звуковой частоты для озвучивания открытых и закрытых пространств.
  - Бытовые усилители звуковой частоты. В этой группе устройств наибольший интерес представляют усилители высокой верности воспроизведения Ні-Fi и наивысшей верности High-end. Различаются усилители предварительные, оконечные (усилители мощности) и полные, сочетающие в себе свойства предварительных и оконечных.
- Измерительные усилители — предназначены для усиления сигналов в измерительных целях.
  - Усилители биопотенциалов — разновидность измерительных усилителей, используются в электрофизиологии.
- Антенные усилители — предназначены для усиления слабых сигналов с антенны перед подачей их на вход радиоприёмника, бывают двунаправленные усилители (для приёмопередающих устройств), они усиливают также сигнал, поступающий с оконечного каскада передатчика на антенну. Антенный усилитель устанавливается обычно непосредственно на антенне или поблизости от неё.

- Ламповый УНЧ
- Предварительный усилитель
- Hi-Fi УНЧ McIntosh MA6800
- Усилитель мощности Aleph 3

## Основные нормируемые параметры
- Диапазон частот.
- Коэффициент усиления.
- Неравномерность АЧХ.
- Чувствительность.
- Уровень шума.
- Коэффициент нелинейных искажений.
- Входное сопротивление.
- Выходное сопротивление.
- Максимальное выходное напряжение.
- Максимальная выходная мощность.